# Edward Gorey
Edward St. John Gorey (22. února 1925 Chicago — 15. dubna 2000 Hyannis) byl americký spisovatel a kreslíř, známý svými autorskými komiksovými knihami, šokujícími nonsensovým a černým humorem.
Vystudoval francouzštinu na Harvardu, mezi jeho školními přáteli byli Frank O'Hara a John Ashbery, s nimiž hrál v divadle Poets' Theatre. Pracoval jako ilustrátor pro nakladatelství Doubleday, ačkoli podle vlastních slov neměl žádné výtvarné vzdělání a talent zdědil po prababičce Helen St. John Garveyové, úspěšné autorce blahopřejných pohlednic. V roce 1953 vydal první vlastní knihu novátorsky kombinující text a výtvarnou složku, nazvanou The Unstrung Harp. Během života vydal okolo stovky knih, většinou v tak nízkých nákladech, že se již dají obtížně sehnat, orientaci v jeho tvorbě navíc komplikuje používání mnoha pseudonymů, např. Odgred Weary, Eduard Blutig, E. G. Deadworry, Edward Pig a další. Goreyho dílo později vyšlo v antologiích Amphigorey, Amphigorey Too, Amphigorey Also a posmrtně publikovaná Amphigorey Again.
Používal nejčastěji techniku perokresby, jeho realistický styl se inspiroval britskými ilustrátory viktoriánského období. Také námětově vycházel z tehdejších mravoučných příběhů, které však s intelektuálním nadhledem parodoval a dával jim absurdní a morbidní vyznění: hodné děti v jeho komiksech vždy skončí otřesnou smrtí. Goreyho tvorba byla poučena anglickým suchým humorem i surrealismem, liboval si ve slovních hříčkách a překvapivých rýmech. Byl také autorem kostýmů a výpravy k broadwayské muzikálové adaptaci Drákuly, za které obdržel roku 1978 Tony Award, nakreslil i úvodní titulky televizního seriálu Mystery!. Vyráběl loutky pro představení vlastního divadla Le Theatricule Stoique, spolupracoval rovněž s excentrickou skupinou The Tiger Lillies. V roce 1989 obdržel World Fantasy Award. Závěr života prožil v ústraní v domě na Cape Cod, který byl po jeho smrti proměněn v muzeum. Byl znám jako výstřední samotář, estétský znalec baletu a klasické literatury a bezdětný starý mládenec: sám se označoval za asexuála a vysvětloval tím absenci milostné tematiky ve svém díle. Byl velkým milovníkem koček a v závěti odkázal svůj majetek spolku na ochranu zvířat.
Gorey se stal kultovním autorem pro gotické hnutí. Jazzový hudebník Michael Mantler vydal roku 1976 album The Hapless Child, obsahující skladby inspirované Goreyho knihami. Skupina Goreho obdivovatelů a následníků vydává v jeho rodném Chicagu internetový magazín Goreyesque.